# Obst- und Gartenbauverein
Obst- und Gartenbauvereine (OGV) sind zumeist Ortsvereine in Städten und Dörfern, deren Mitglieder sich vor allem mit den Themen Obstbau, Gartenbau und Landschaftspflege beschäftigen.

## Geschichte
Bereits unter Karl dem Großen (um 800) gab es für die Königsgüter genaueste Vorschriften über Gartenbau und Baumzucht. Vom Mittelalter bis zur Neuzeit wurden immer wieder von den Regierungen oder von übergeordneten Behörden Anleitungen und Anstöße für die private Gartennutzung gegeben. Bedeutsam ist um 1790 die Anlage von Industriegärten, die im 19. Jahrhundert Schulgärten hießen und in denen die Lehrer den Kindern im Gartenbau praktischen Unterricht erteilten.
Die Bedeutung der Obst- und Gartenbauvereine bzw. des heimischen Obst- und Gemüseanbaues war oftmals auch für die Ernährung der Bevölkerung wichtig. Man zog Gemüse nicht zum Spaß, sondern aus schlichtem Hunger.

## Vereinsziele (Auswahl)
In den örtlichen Vereinen können die einzelnen Vereinsziele unterschiedlich ausgeprägt sein:
- Förderung der Gartenkultur und des Freizeitgartenbaus
- Erhaltung der Kulturlandschaft
- Naturnahes Gärtnern
- Natur- und Umweltschutz
- Erhalt der menschlichen Gesundheit[4]
- Naturerziehung
- Kinder- und Jugendarbeit
- Schulgartenarbeit
- Erwachsenenbildung
- Erfahrungsaustausch
- Dorfverschönerung
- Tradition und Brauchtum
- Heimatpflege
- Freizeitgestaltung
- Geselligkeit